# Municipio de Fuller
El municipio de Fuller (en inglés: Fuller Township) es un municipio ubicado en el condado de Codington en el estado estadounidense de Dakota del Sur. En el año 2010 tenía una población de 281 habitantes y una densidad poblacional de 1,9 personas por km².

## Geografía
El municipio de Fuller se encuentra ubicado en las coordenadas 45°0′49″N 97°16′28″O / 45.01361, -97.27444. Según la Oficina del Censo de los Estados Unidos, el municipio tiene una superficie total de 148.05 km², de la cual 140,22 km² corresponden a tierra firme y (5,29 %) 7,82 km² es agua.

## Demografía
Según el censo de 2010, había 281 personas residiendo en el municipio de Fuller. La densidad de población era de 1,9 hab./km². De los 281 habitantes, el municipio de Fuller estaba compuesto por el 96,44 % blancos, el 1,78 % eran amerindios, el 0,36 % eran asiáticos y el 1,42 % eran de una mezcla de razas. Del total de la población el 0,71 % eran hispanos o latinos de cualquier raza.